# Larraona
Larraona és un municipi de Navarra, a la comarca d'Estella Oriental, dins la merindad d'Estella. Està situat entre Aranaratxe i Harana (Àlaba), i té al sud la Serra de Santiago de Lokiz.

## Demografia
| Evolució demogràfica                                | Evolució demogràfica | Evolució demogràfica | Evolució demogràfica | Evolució demogràfica | Evolució demogràfica | Evolució demogràfica | Evolució demogràfica | Evolució demogràfica | Evolució demogràfica | Evolució demogràfica |
| 1996                                                | 1998                 | 1999                 | 2000                 | 2001                 | 2002                 | 2003                 | 2004                 | 2005                 | 2006                 | 2007                 |
| --------------------------------------------------- | -------------------- | -------------------- | -------------------- | -------------------- | -------------------- | -------------------- | -------------------- | -------------------- | -------------------- | -------------------- |
| 164                                                 | 159                  | 156                  | 156                  | 151                  | 148                  | 145                  | 142                  | 136                  | 136                  | 123                  |
| Fonts: Larraona i Institut d'Estadística de Navarra |                      |                      |                      |                      |                      |                      |                      |                      |                      |                      |